# El Punt Avui
El Punt Avui è un quotidiano della Catalogna edito in lingua catalana, risultante dalla fusione dei quotidiani El Punt e Avui avvenuta il 31 luglio 2011. È pubblicato in forma cartacea e digitale. Ha un'edizione nazionale e un'altra per la comarca di Gerona.
La presentazione, il contenuto e il design corrispondono a quelli dei partner della fusione, la sezione sportiva quotidiana è stata leggermente modificata. La sede e la redazione di Girona si trovano nell'ex Farinera Teixidor, un edificio storico dell'architetto Rafael Masó i Valentí.